# 85183 Marcelaymé
85183 Marcelaymé è un asteroide della fascia principale. Scoperto nel 1991, presenta un'orbita caratterizzata da un semiasse maggiore pari a 2,3552358 UA e da un'eccentricità di 0,2787685, inclinata di 22,32294° rispetto all'eclittica.